# Шинкарёв, Василий Степанович
Василий Степанович Шинкарёв (1925—1985) — советский работник сельского хозяйства, председатель колхоза имени Кирова Оренбургского района Оренбургской области, Герой Социалистического Труда (1976).

## Биография
Родился 2 марта 1925 года в селе Дедуровка Оренбургского уезда Оренбургской губернии.
Окончив неполную среднюю школу, начал трудиться в 1941 году рядовым колхозником, затем — трактористом.
В 1943—1946 годах находился на службе в Красной армии. Был участником Великой Отечественной войны. В 1945 году в звании младшего сержанта был командиром орудия 57-го артиллерийского полка 95-й стрелковой дивизии 62-го стрелкового корпуса 33-й армии 1-го Белорусского фронта. На фронтах войны сражались его отец — Степан Ферапонтович и сестра — Мария. На подступах к Берлину был ранен и только в госпитале Познани узнал о Победе.
После демобилизации, с 1946 года, Шинкарёв работал комбайнером, затем — помощником бригадира тракторной бригады Нижне-Павловской машинно-тракторной станции Оренбургского района Чкаловской (позже — Оренбургской) области. В 1948 году он окончил школу механизации сельского хозяйства и был избран председателем колхоза «Ударник». В 1958 году окончил школу по подготовке председателей колхозов, после чего стал председателем колхоза имени Кирова Оренбургского района Оренбургской области, проявив себя за годы работы на этом посту как талантливый организатор и руководитель. Под его руководством колхоз экономически окреп, добившись успехов в увеличении производства и заготовок сельскохозяйственной продукции. Интересно, что в течение летних школьных каникул на разных участках колхоза работало по 200 и более учеников. За успехи в трудовом воспитании молодежи Дедуровская школа и колхоз имени Кирова в 1970 году были удостоены имени Ленинского комсомола.
Кроме производственной, занимался общественной деятельностью — избирался депутатом районного и сельского Советов народных депутатов, был делегатом XXV съезда КПСС.
Жил в родном селе Дедуровка, где умер в 1985 году. Похоронен в селе Дедуровка.
В его честь названа одна из улиц села.

## Награды
- Указом Президиума Верховного Совета СССР от 23 декабря 1976 года за выдающиеся успехи, достигнутые во Всесоюзном социалистическом соревновании, проявленную трудовую доблесть при выполнении планов и социалистических обязательств по увеличению производства и продажи государству зерна и других сельскохозяйственных продуктов в 1976 году, Шинкареву Василию Степановичу было присвоено звание Героя Социалистического Труда с вручением ордена Ленина и золотой медали «Серп и Молот».
- Также был награждён ещё двумя орденами Ленина (22.03.1966, 08.04.1971), орденом Октябрьской Революции (06.09.1973), двумя орденами Отечественной войны 1-й степени (12.05.1945, 11.03.1985), а также медалями, среди которых «За отвагу» (01.08.1944).
- Удостоен знака «Отличник народного просвещения».